# Owen Roelofs
Owen Roelofs (* 23. Oktober 2002 in Ochten) ist ein niederländischer Dartspieler.

## Karriere
Owen Roelofs erreichte 2017 im Alter von 15 Jahren das Finale der JDC-Weltmeisterschaft, wo er knapp gegen Rusty-Jake Rodriguez verlor. Ein Jahr später nahm er erstmals an einzelnen Turnieren auf der PDC Development Tour teil. Im Jahr 2019 spielte er die komplette Turnierserie, wobei er einmal das Finale erreichte. Bei der PDC World Youth Championship 2019 schied Roelofs in der ersten Runde aus. Im Januar 2020 nahm er erstmals an der PDC Qualifying School teil. Durch seine Ergebnisse auf der Development Tour konnte sich Roelofs für die UK Open 2020 qualifizieren. Hier unterlag er in der ersten Runde seinem Landsmann Berry van Peer. Auch 2022 verpasste er einen Tour Card-Gewinn bei der Q-School, rückte jedoch bei zwei Turnieren der Players Championships 2022 nach und erreichte dort einmal die dritte Runde. Auf der PDC Development Tour 2022 sowie auf der PDC Challenge Tour 2022 erreichte er jeweils ein Halbfinale. Bei der PDC World Youth Championship 2022 schied er im Achtelfinale aus, ehe eine Woche später ein weiteres Challenge Tour Halbfinale folgte. Zum Ende des Jahres erreichte er das Viertelfinale des World Masters 2022.
Zu Beginn des Jahres 2023 gewann Roelofs schließlich bei der PDC Qualifying School eine Tour Card für die PDC Pro Tour. Bei den UK Open zog er dieses Mal in die 3. Runde ein. Wenig später gab er sein Debüt auf der European Tour, wo er bei den Austrian Darts Open 2023 in der ersten Runde gegen Krzysztof Ratajski verlor. Im Juni 2019 verlor er sein zweites Finale auf der Development Tour. Bei der PDC World Youth Championship 2023 schied er bereits in der Gruppenphase aus.
Auf der Pro Tour 2024 erreichte Roelofs zweimal die dritte Runde, blieb sonst aber weitgehend erfolglos. Auf der Development Tour stand er am ersten und am letzten Wochenende je einmal im Finale. Bei den UK Open 2024 gewann Roelofs ein Spiel und schied in der dritten Runde mit 1:6 gegen Richard Veenstra aus. Er qualifizierte sich daraufhin für kein weiteres Major und auch kein European Tour-Turnier. Bei der PDC World Youth Championship 2024 verlor er ein Vorrundenspiel und schied somit als Gruppenzweiter aus. Auch die anderen Qualifikationsturniere für die WM konnte er nicht nutzen und verlor somit seine Tour Card.
Bei der Q-School 2025 durfte Roelofs daraufhin in der Final Stage starten. Er gewann am dritten und am vierten Tag ein Spiel und blieb somit punktlos und ohne Tour Card.

## Weltmeisterschaftsresultate

### PDC-Junioren
- 2019: Gruppenphase (5:1-Sieg über  Lennon Cradock und 2:5-Niederlage gegen  Connor Arberry)
- 2020: Gruppenphase (5:1-Sieg über  Brad Phillips und 3:5-Niederlage gegen  Fred Box)
- 2021: Gruppenphase (0:4-Niederlage gegen  Jack Male, 4:3-Sieg über  John Brown und 1:4-Niederlage gegen  Callan Rydz)
- 2022: Achtelfinale (3:6-Niederlage gegen  Man Lok Leung)
- 2023: Gruppenphase (4:5-Niederlage gegen  Daniel Perry und 5:4-Sieg über  Shusaku Nakamura)
- 2024: Gruppenphase (4:5-Niederlage gegen  Kayden Milne, 5:1-Sieg über  Nunjo Dewaele und 5:1-Sieg über  Revelino Dubois)